# 古鷹山
古鷹山（ふるたかやま）は広島県江田島市江田島町（江田島）にある山。標高394m。中国百名山、しま山100選の１つ。

## 概要
広島湾に臨む江田島の北部に位置する。江田島ではクマン岳(399m)についで高い。標高394mのピークが古鷹山となっているが、少し昔のものでは375.7mのピークが古鷹山と表記されているのもある。375.7ピークは二等三角点があるためである。通常、古鷹山と言えば394mピークの方を指す。
頂上には、世界各国の位置を記した方位盤や旧海軍兵学校の自戒訓である「五省」に関する看板などが設置されている。旧海軍兵学校生たちは鍛錬のために登っており、小説『坂の上の雲』にも登場する広瀬武夫海軍中佐も 100 回以上登ったという逸話がある。山の名前は、昔、暴風雨で難破しかけた小舟を一羽の大鷹が江田島湾に導いて救った後、山中に姿を消したという話にちなむ。
巡洋艦「古鷹」は、この山から命名された。また、海軍兵学校から海上自衛隊第１術科学校、幹部候補生学校に至るまで、古今の海兵、海上自衛官が修練の場として用い、校歌（江田島健児の歌）などに歌われるなど、日本の海軍史にゆかりが深い山であり、江田島のシンボルとなっている。
1975年（昭和50年）3月14日に広島県の緑地環境保全地域に指定された。
1978年（昭和53年）に起こった江田島町林野火災では、古鷹山を含む旧江田島町の森林面積の約8割（約1000ha）を焼失する、広島県で最大の林野火災が起こった（詳細は記事参照）。未だに頂上付近の登山道脇には黒く焦げた切株が残っていることから当時を窺い知ることができるという。